# Banderas
Banderas — британський музичний дует, створений у 1991 році.
Гурт підписав контракт з лейблом London Records. 

## Історія
Гурт Banderas був відгалуженням гурту Джиммі Сомервілля (Jimmy Somerville), The Communards, і в ньому брали участь дві його співачки, шотландська вокалістка Керолайн Баклі (Caroline Buckley) та англійська скрипалька/клавішниця Саллі Герберт (Sally Herbert).
Дует Banderas в основному запам’ятався своїм хітом, «This Is Your Life», який у березні 1991 року посів 16 місце в чарті синглів Великобританії, UK Singles Chart. А також посів 4 місце у чарті синглів Італії. Трек був написаний у співавторстві з автором пісень Роджером Своллоу (Roger Swallow) і містить зразки пісні «Crack Attack» Грейс Джонс (Grace Jones) з її альбому, Bulletproof Heart, 1989 року.
21 березня 1991 року дует Banderas виконав пісню «This Is Your Life» у телепрограмі Top of The Pops на телеканалі BBC One.
Альбом дуету Banderas, Ripe, посів 40-е місце в чарті альбомів Великобританії, UK Albums Chart, а сингл «She Sells» посів 41-е місце в чарті Великобританії. У записі альбому брали участь:
Джонні Марр (Johnny Marr) з гурту The Smiths — гітара,
Бернард Самнер з гурту New Order — гітара та бек-вокал.
Бек-вокал у пісні "Why Aren't You In Love with Me?" виконав Джиммі Сомервіль (Jimmy Somerville) з гуртів Bronski Beat, The Communards.

## Постбандерівська кар’єра
Саллі Герберт стала продюсером звукозапису та в лютому 2021 року об’єдналася з Джиммі Сомервілем, щоб записати кавер на пісню «Everything Must Change» Ніни Сімон (Nina Simone) як благодійну платівку для End Youth Homelessness, мережі проектів, яка включає Centrepoint у Лондоні та низку інших благодійних організацій для допомоги безхатькам у Великобританії.

## Дискографія

### Альбоми
- 1991 – Ripe – UK № 40[1] [4]

### Сингли
| Рік                                                                 | Сингл                          | Пікові позиції в чартах | Пікові позиції в чартах | Пікові позиції в чартах | Пікові позиції в чартах | Пікові позиції в чартах | Пікові позиції в чартах | Пікові позиції в чартах | Пікові позиції в чартах | Пікові позиції в чартах | Альбом |
| Рік                                                                 | Сингл                          | UK                      | NED                     | FRA                     | ITA                     | GER                     | AUT                     | SWI                     | SWE                     | US Dance                | Альбом |
| ------------------------------------------------------------------- | ------------------------------ | ----------------------- | ----------------------- | ----------------------- | ----------------------- | ----------------------- | ----------------------- | ----------------------- | ----------------------- | ----------------------- | ------ |
| 1991                                                                | "This Is Your Life"            | 16                      | 23                      | 37                      | 4                       | 22                      | 24                      | 18                      | 30                      | 34                      | Ripe   |
| 1991                                                                | "She Sells"                    | 41                      | —                       | —                       | —                       | —                       | —                       | —                       | —                       | —                       | Ripe   |
| 1991                                                                | "May This Be Your Last Sorrow" | —                       | —                       | —                       | —                       | —                       | —                       | —                       | —                       | —                       | Ripe   |
| «—» позначає релізи, які не потрапили в чарти або не були випущені. |                                |                         |                         |                         |                         |                         |                         |                         |                         |                         |        |